# 池村章宏
池村章宏（いけむら あきひろ、1976年11月1日 - ）は、日本の元ラグビー選手。

## プロフィール
- 東京都出身。[1]
- 現役時代のポジションはスクラムハーフ(SH)。
- 身長 180cm、体重 89kg
- 日本A代表や日本選抜に選出されたことがある。

## 略歴
1995年、日本大学高校卒業後、関東学院大学に入り、同校の大学選手権2回の優勝に貢献する。
1999年、関東学院大学卒業後、釜石製鐵所に入社し、新日鉄釜石ラグビー部に加入。2001年より4年間チームの主将を務めた。
2003年、チームとして19年ぶりに出場した日本選手権の3回戦では母校である関東学院大学と対戦し、1点差で敗れた。
2006年、現役を続けながらチームのヘッドコーチ（HC）に就任するが、2010年に現役を引退してヘッドコーチに専念する。
2011年にチームディレクター、2012年から2年間アドバイザーに就任した。